# Граб, Вячеслав Александрович
Вячеслав Александрович Граб (род. 21 сентября 1993, Тобольск, Россия) — российский футболист, вратарь.

## Клубная карьера
В январе 2011 года перешёл в клуб «Академия» Тольятти. С 2013 года по 2021 год играл за «Тюмень», владимирское «Торпедо» и «Чайку» Песчанокопское.
В июле 2021 года стал игроком московского клуба «Велес».
25 января 2022 года подписал контракт с казахстанским клубом «Окжетпес». 25 июня 2023 года в матче против клуба «Кайсар» дебютировал в Премьер-лиге.

## Клубная статистика
| Игровая карьера | Игровая карьера | Игровая карьера | Лига | Лига | Кубок | Кубок | Межд. | Межд. | Др. | Др. |
| --------------- | --------------- | --------------- | ---- | ---- | ----- | ----- | ----- | ----- | --- | --- |
| 2019/20         | Тюмень          | В               | 4    | -4   | 3     | -1    | —     | —     | —   | —   |
| 2020/21         | Тюмень          | В               | 13   | -9   | 2     | -3    | —     | —     | —   | —   |
| 2021/22         | Велес           | Б               | 4    | -7   | 2     | -0    | —     | —     | —   | —   |
| 2022            | Окжетпес        | Б               | 13   | -11  | 1     | -2    | —     | —     | —   | —   |
| 2023            | Окжетпес        | А               | 1    | -1   | 1     | -5    | —     | —     | —   | —   |